# الليث بن سعد (مسلسل)
الليث بن سعد هو مسلسل تاريخي إسلامي يتناول حياة الإمام العالم الليث بن سعد الذي اشتهر بعلمه وورعه وتقواه، فقد أنشأ في مصر عدة مدارس لدراسة علم الحديث والفقه وتفسير القرآن التي كان يفد إليها الكثير من العلماء وعلى رأسهم البخاري ومسلم والشافعي بالإضافة إلى علمه الغزير فقد حباه الله بالرزق الوفير لذا كان ينفق بسخاء على الفقراء والمحتاجين. ومما هو جدير بالذكر أنه كان كثير الترحال في البلاد الإسلامية مما أثار حفيظة علماء بغداد والشام وحاولوا الإيقاع بينه وبين الخليفة إلا أنه كان ينجو دائماً من مكائدهم. وقد بذل الإمام الليث بن سعد قصارى جهده لرفع راية الإسلام.

## الممثلون
- أشرف عبد الغفور
- تيسير فهمي
- كمال أبو رية
- إبراهيم يسري
- سميرة عبد العزيز
- نشوى مصطفى
- عبد الرحمن أبو زهرة
- أحمد راتب
- دينار

## وصلات خارجية
- "المسلسلات التاريخية". اتحاد الإذاعة والتلفزيون المصري. مؤرشف من الأصل في 2011-12-14.